# Andranikmuseet
Andranikmuseet, eller Zoravar (General) Andranikmuset), är ett personmuseum i Jerevan i Armenien, som är tillägnat den armeniske frihetshjälten Andranik Ozanian (1865–1927).

## Bildgalleri

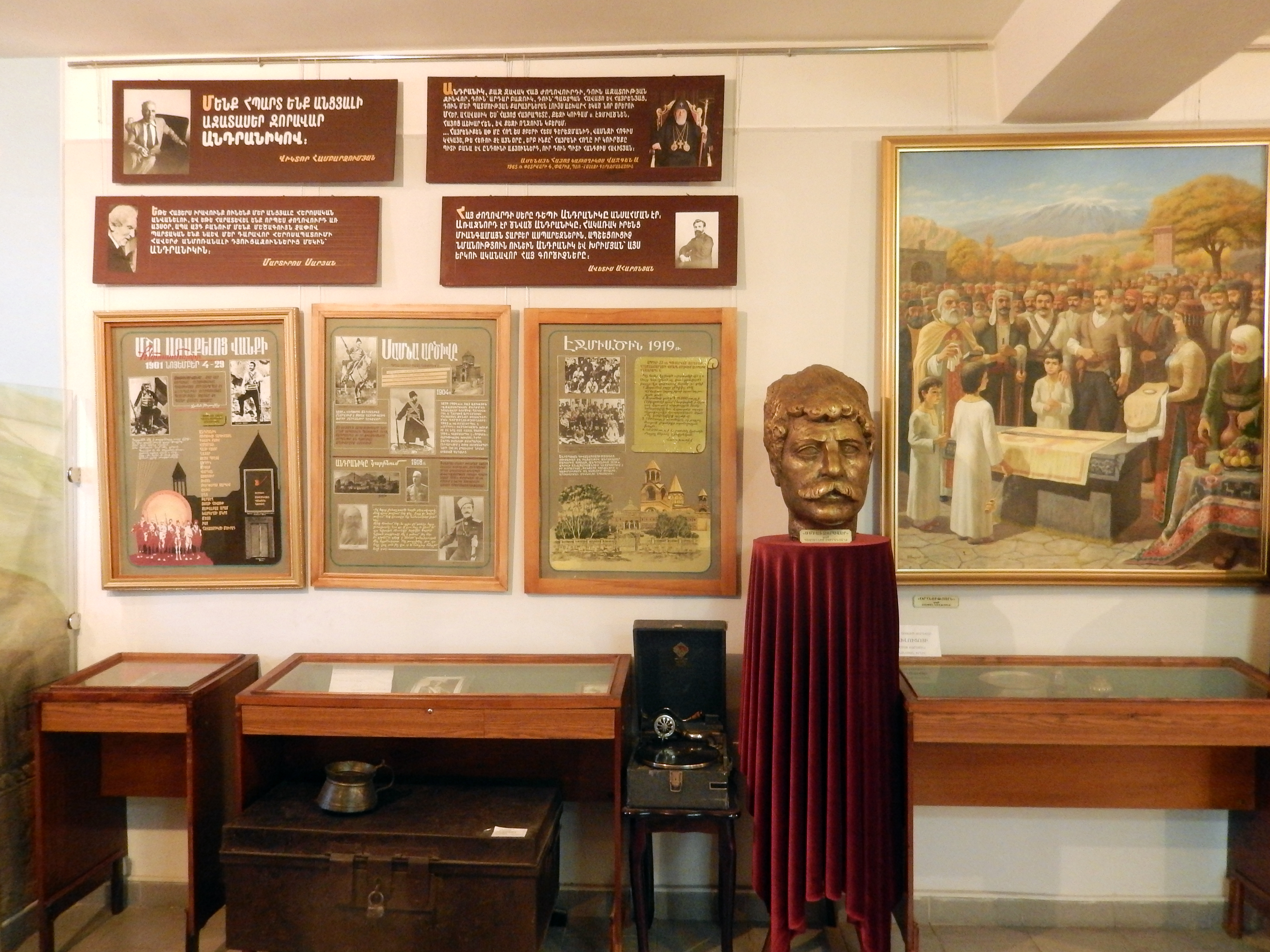
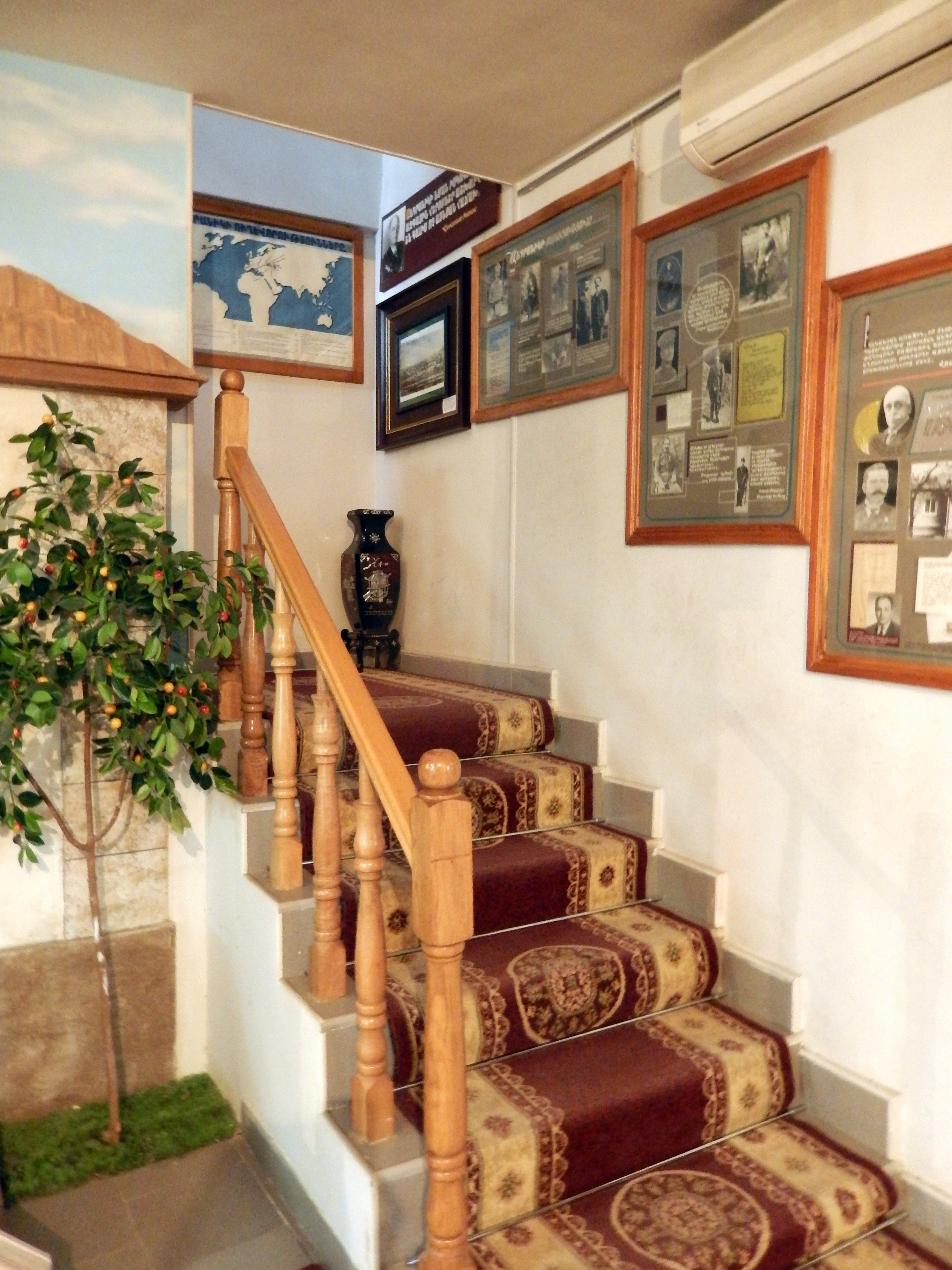
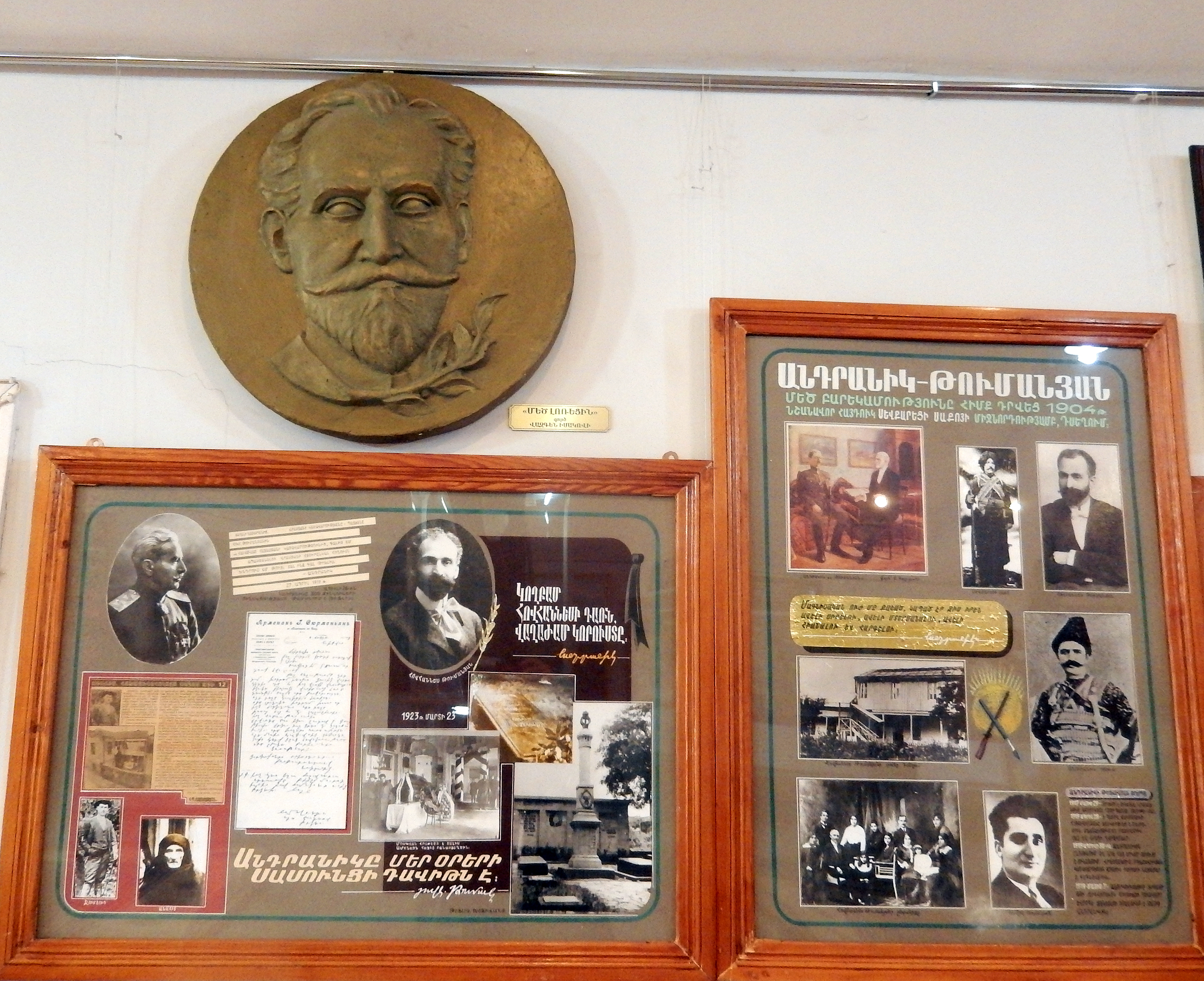
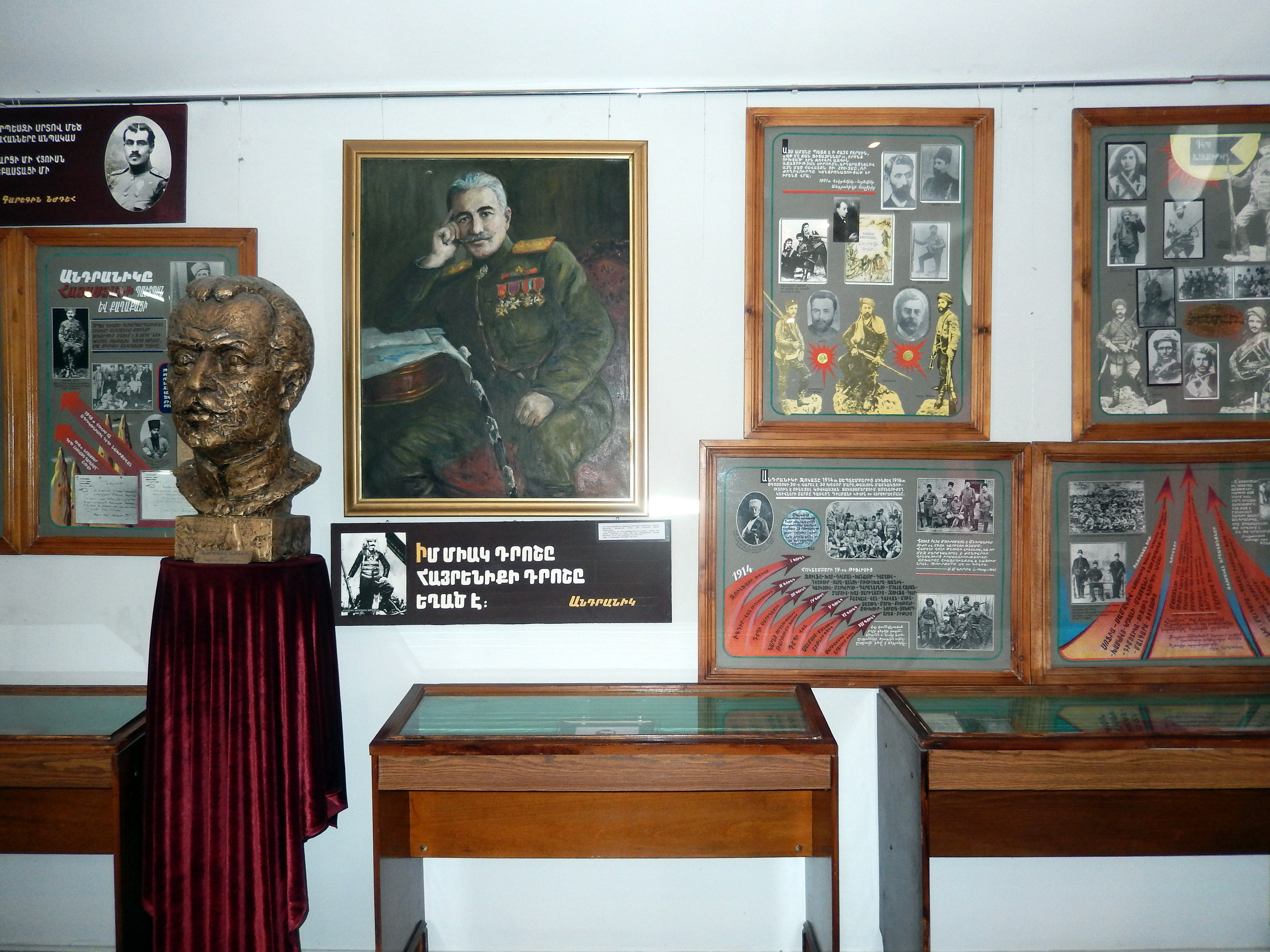
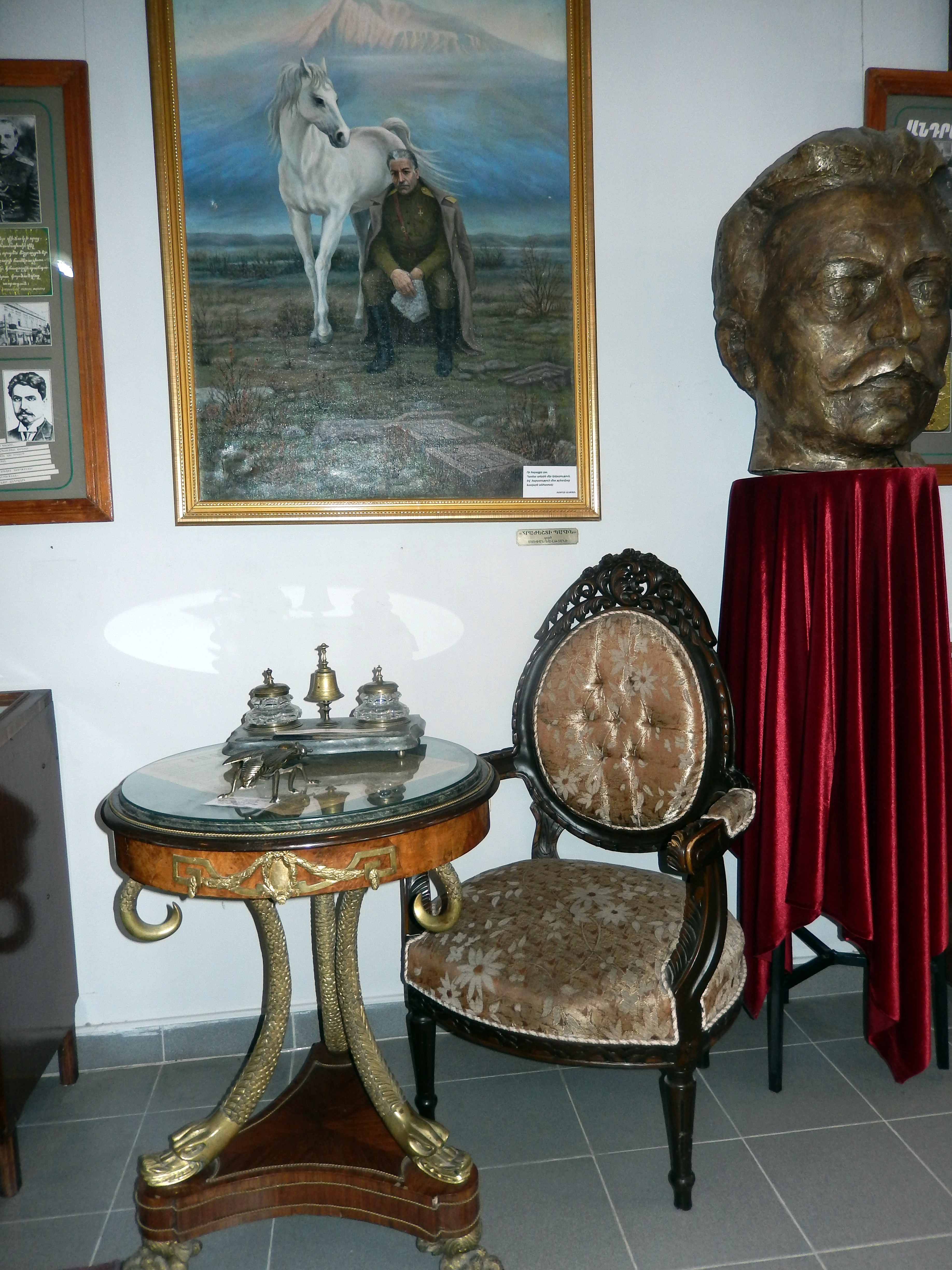
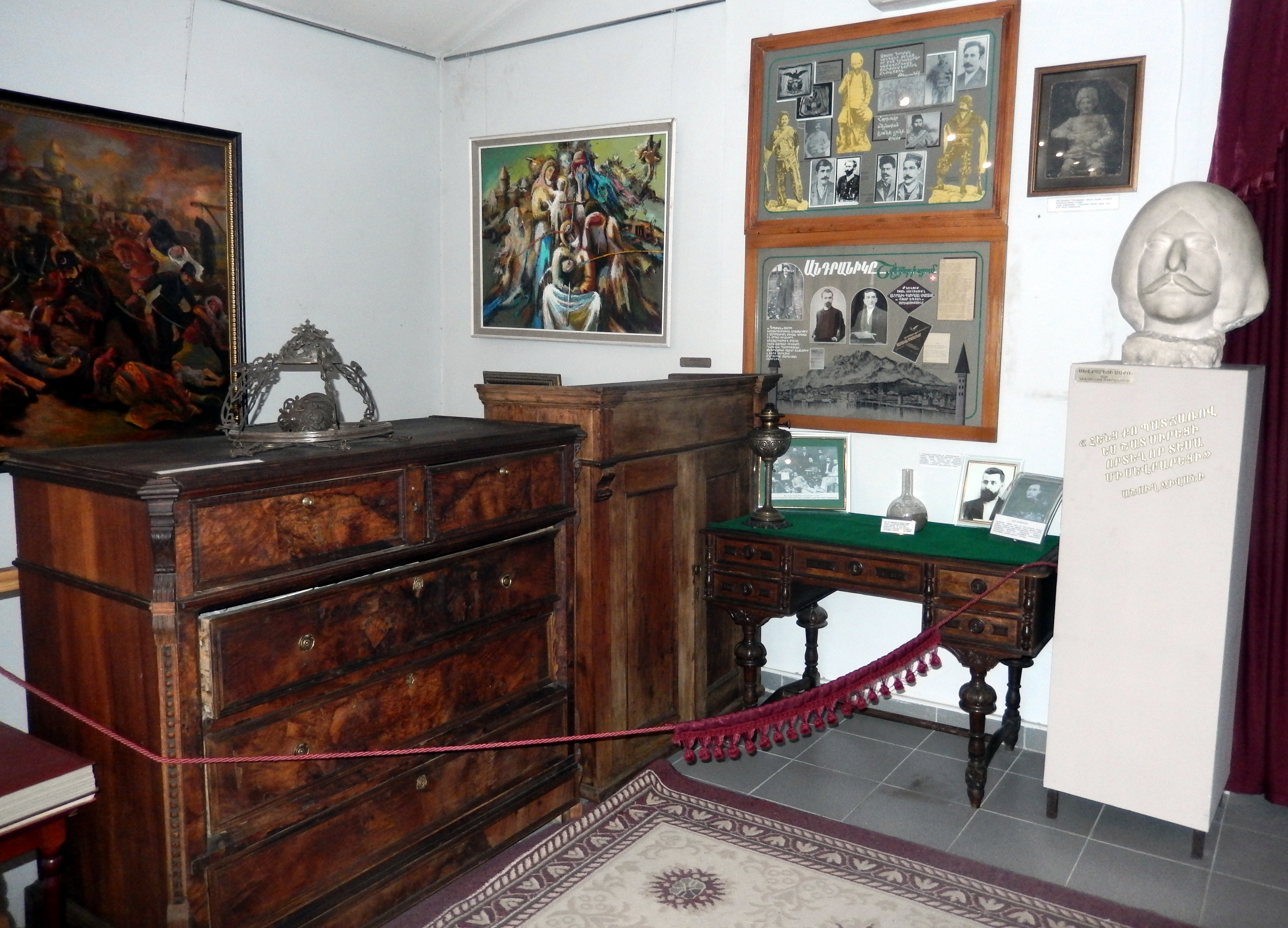
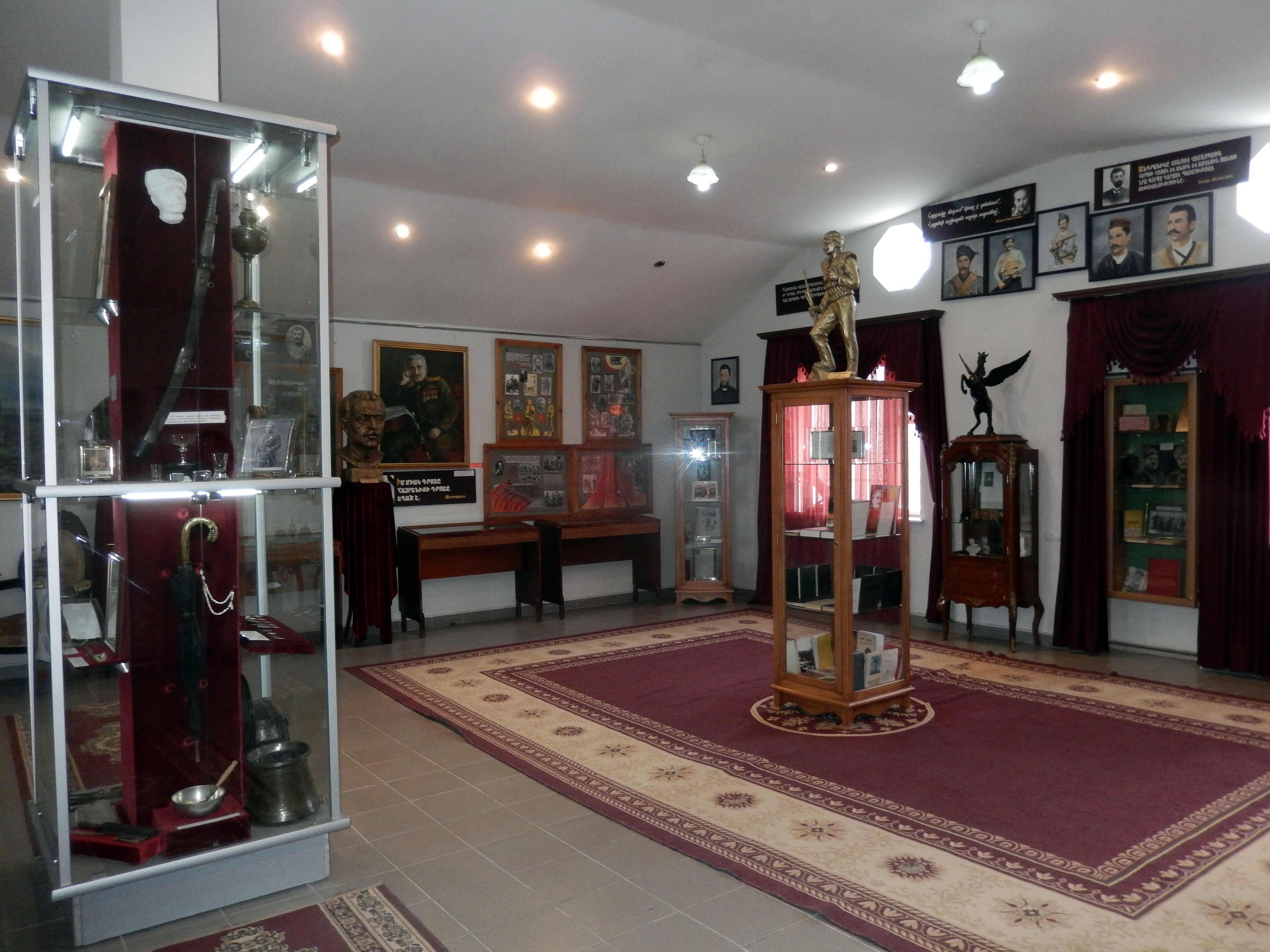